# Каплиця Опіки святого Йосифа (Садове)
Каплиця Опіки святого Йосифа в Садовому — римсько-католицька церква в селі Садовому Тернопільської области України.

## Відомості
У 1907—1908 рр. з ініціативи с. Аполонії Вандович із згромадження Францисканок Родини Марії та за кошти родини Бадені на подарованій ними земельній ділянці споруджено та освячено каплицю.
У радянський період у святині діяв склад мінеральних добрив. Після проголошення незалежности України перейшла у власність греко-католицької громади, яка його відреставрувала та частково перебудувала.